# Pierre-Yves Jeholet
Pour les articles homonymes, voir Jeholet.
 (septembre 2019).
Si vous disposez d'ouvrages ou d'articles de référence ou si vous connaissez des sites web de qualité traitant du thème abordé ici, merci de compléter l'article en donnant les références utiles à sa vérifiabilité et en les liant à la section « Notes et références ».
Pierre-Yves A. Jeholet, né le 6 octobre 1968 à Verviers, est un homme politique belge wallon, membre du MR. Il est Vice-président du Gouvernement de Wallonie et ministre de l'Économie, de l'Industrie, du Numérique, de l'Emploi et de la Formation. Il a été Ministre-président de la Communauté française de Belgique du 17 septembre 2019 au 14 juillet 2024.

## Biographie
Pierre-Yves Jeholet est licencié en communication à l’Université catholique de Louvain et a effectué ses candidatures en droit à l’Université de Liège. Il fut collaborateur sportif au journal Le Jour-Le Courrier et pendant deux ans rédacteur en chef à Radio-Ciel. Son grand-père fut bourgmestre de Xhendelesse.
Il quitte le journalisme en 1995 pour entamer une carrière politique en tant qu'attaché de presse de Didier Reynders, devenu Chef du groupe PRL-FDF à la Chambre des Représentants après le décès de Jean Gol. En 1999, quand Didier Reynders est nommé Ministre des Finances, il devient son Chef de cabinet adjoint.
Il se présente pour la première fois sur une liste aux élections régionales de 1999, puis aux scrutins communal et provincial en 2000. Il est conseiller communal à Herve depuis janvier 2001 et il siège au conseil provincial d’octobre 2000 à juin 2003. Depuis 2003, il siège en tant que député alternativement au parlement fédéral ainsi qu’à la Communauté française et à la Région wallonne. Il a été membre et rapporteur de la Commission d’enquête parlementaire dite Fortis (2009). À la suite des élections régionales de 2009, il retourne au Parlement de Wallonie. 
À chaque scrutin, sa popularité (mesurée en voix de préférence) ne cesse de progresser. C’est aussi vrai sur le plan local où il se fait le principal porte-parole de l’opposition. En octobre 2012, sa liste communale – HDM – remporte 15 sièges sur 25, avec plus de 52 % des suffrages (+ 14 %). Avec plus de 4 000 voix de préférence, il devient bourgmestre de Herve.

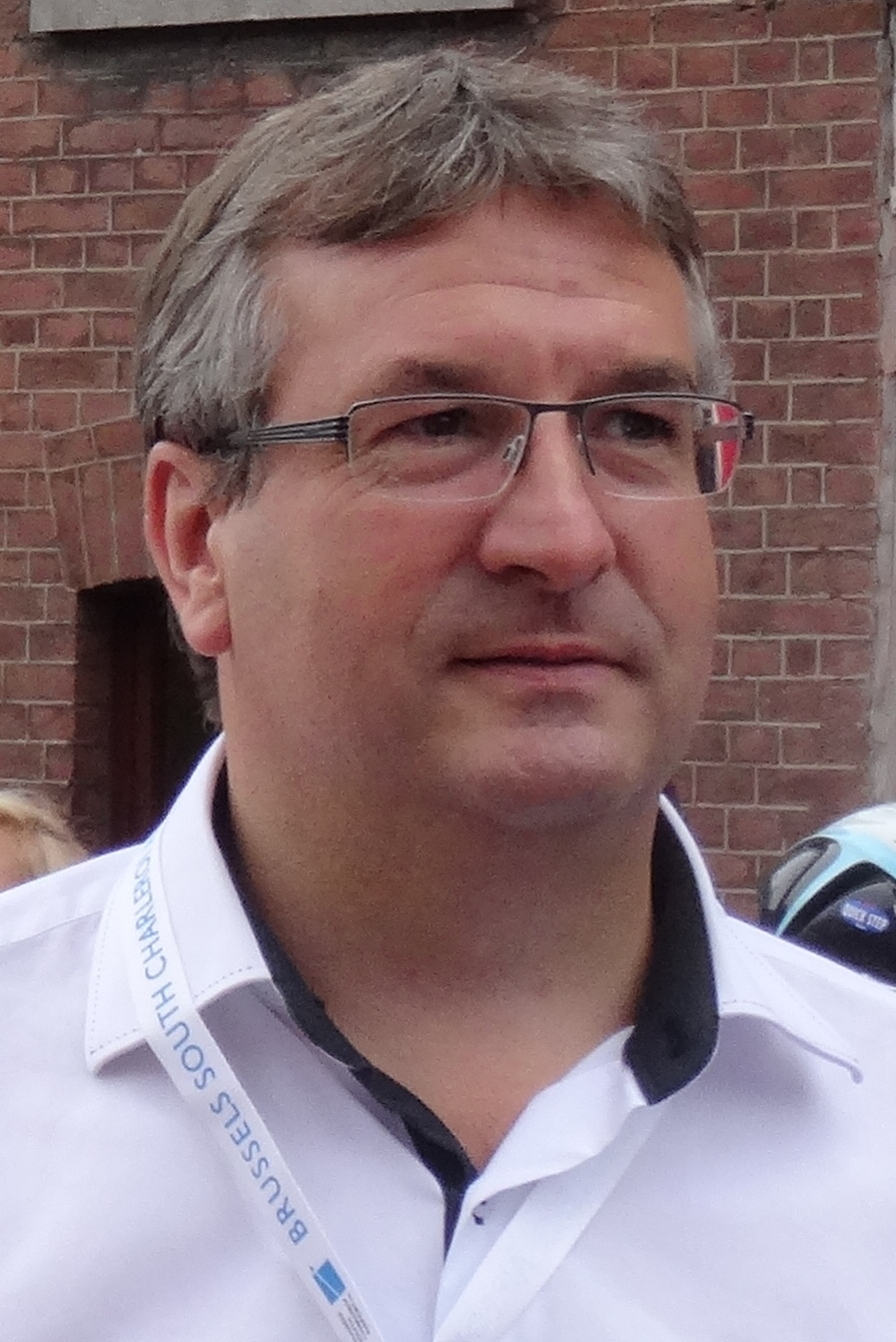
Pierre-Yves Jeholet durant le Tour de France 2014.

En dépit d’un bon score électoral aux élections fédérales anticipées de 2010, il reste au Parlement wallon, siégeant dans plusieurs commissions, dont la Commission spéciale relative à la mise en œuvre de la sixième réforme de l’État. Lors du scrutin de mai 2014, il choisit d’être candidat au Parlement wallon. En totalisant 18 403 voix, il permet au MR de décrocher un second mandat et de devenir le premier parti dans la circonscription de Verviers. Son taux de pénétration est tellement élevé que Pierre-Yves Jeholet est autorisé par le décret wallon spécial consacré à la limitation du cumul des mandats à exercer conjointement son mandat de bourgmestre et de député wallon. Cependant, la décision du PS et du cdH de former la nouvelle majorité wallonne maintient le MR dans l’opposition. Il en sera le principal porte-parole, étant désigné comme chef de groupe MR au Parlement wallon depuis octobre 2014, à la suite du départ de Willy Borsus vers le gouvernement fédéral.
En juin 2017, le président du cdH, Benoît Lutgen, annonce vouloir constituer une nouvelle majorité politique régionale wallonne, aux côtés du MR. Willy Borsus devient le nouveau Ministre-Président wallon, succédant au socialiste Paul Magnette. Dans le nouveau gouvernement wallon MR-cdH, en place depuis le 28 juillet 2017, Pierre-Yves Jeholet est nommé Vice-Président et Ministre de l’Économie, de l’Industrie, de la Recherche, de l’Innovation, du Numérique, de l’Emploi et de la Formation. Sous sa politique, au cours de l'année 2018, la Wallonie capte plus d'un milliard d'euros d'investissements étrangers, ce qui constitue un record depuis 2008. Il fixe dans ses priorités d'action la lutte contre le chômage, en particulier chez les jeunes wallons, et ambitionne d'atteindre le plein-emploi en Wallonie en 2025.
Aux élections régionales du 26 mai 2019, il est élu au Parlement wallon avec 16 627 voix dans la circonscription de Verviers, dans laquelle il est tête de liste pour le MR. Il quitte le gouvernement wallon, le 13 septembre 2019 et est annoncé pour succéder à Rudy Demotte comme Ministre-président de la Communauté française. Il prête serment devant le roi Philippe, le 17 septembre 2019.
Le 2 juin 2024, à une semaine des élections législatives fédérales belges de 2024, il est pris dans un scandale après avoir dit, lors d'un débat sur du port du voile et du principe de neutralité de l’État, à Nabil Boukili, un député fédéral du PTB : « Il y a des règles et on les respecte. Si ça ne vous plait pas, vous n'êtes pas obligé de rester en Belgique ».
Il est élu député à la Chambre des représentants à la suite des élections législatives fédérales belges de 2024.

### Scandale Nethys
Son nom est cité dans le scandale politico-financier Nethys.

## Fonctions politiques
- Conseiller provincial province de Liège (2001-2003).
- Conseiller communal de Herve (2001-)
- Bourgmestre de Herve (2013-)
- Député fédéral du 14 juillet 2003 au 29 juin 2004 remplaçant Didier Reynders, ministre
- Membre du parlement wallon du 13 juin 2004 au 28 juin 2007
- Député fédéral du 10 juin 2007 au 10 juin 2009
- Membre du parlement wallon et membre du parlement de la Communauté française depuis le 23 juin 2009
- Chef de groupe MR au Parlement wallon (octobre 2014-juillet 2017)
- Ministre wallon de l'Économie, de l'Emploi et de la Formation du 28 juillet 2017 au 13 septembre 2019[10].
- Ministre-président de la Communauté française de Belgique depuis le 17 septembre 2019

## Décoration
- Grand-croix de l'ordre de la Couronne (2024)[11].